# Casa Miquel Blanxart
La Casa Miquel Blanxart és un edifici del municipi de Granollers (Vallès Oriental) protegida com a bé cultural d'interès local.

## Descripció
Fruit de la reforma d'un antic edifici, que dona a dos carrers i amb una mitgera. Consta de planta baixa i dos pisos. La façana principal de composició simètrica; el balcó és corregut al llarg de les dues façanes. Les finestres del segon pis porten un guardapols molt original, en forma de cercle. A la planta baixa hi ha les típiques finestres modernistes d'arc catenari truncat amb traceria de motius vegetals i animals. En destaca una figura femenina que aguanta la tribuna. La façana està decorada amb esgrafiats geomètrics florals de llenguatge modernista i amb una figura femenina que possiblement simbolitza la fertilitat o la viticultura. Té un estil proper al Modernisme d'arrel centreeuropea.

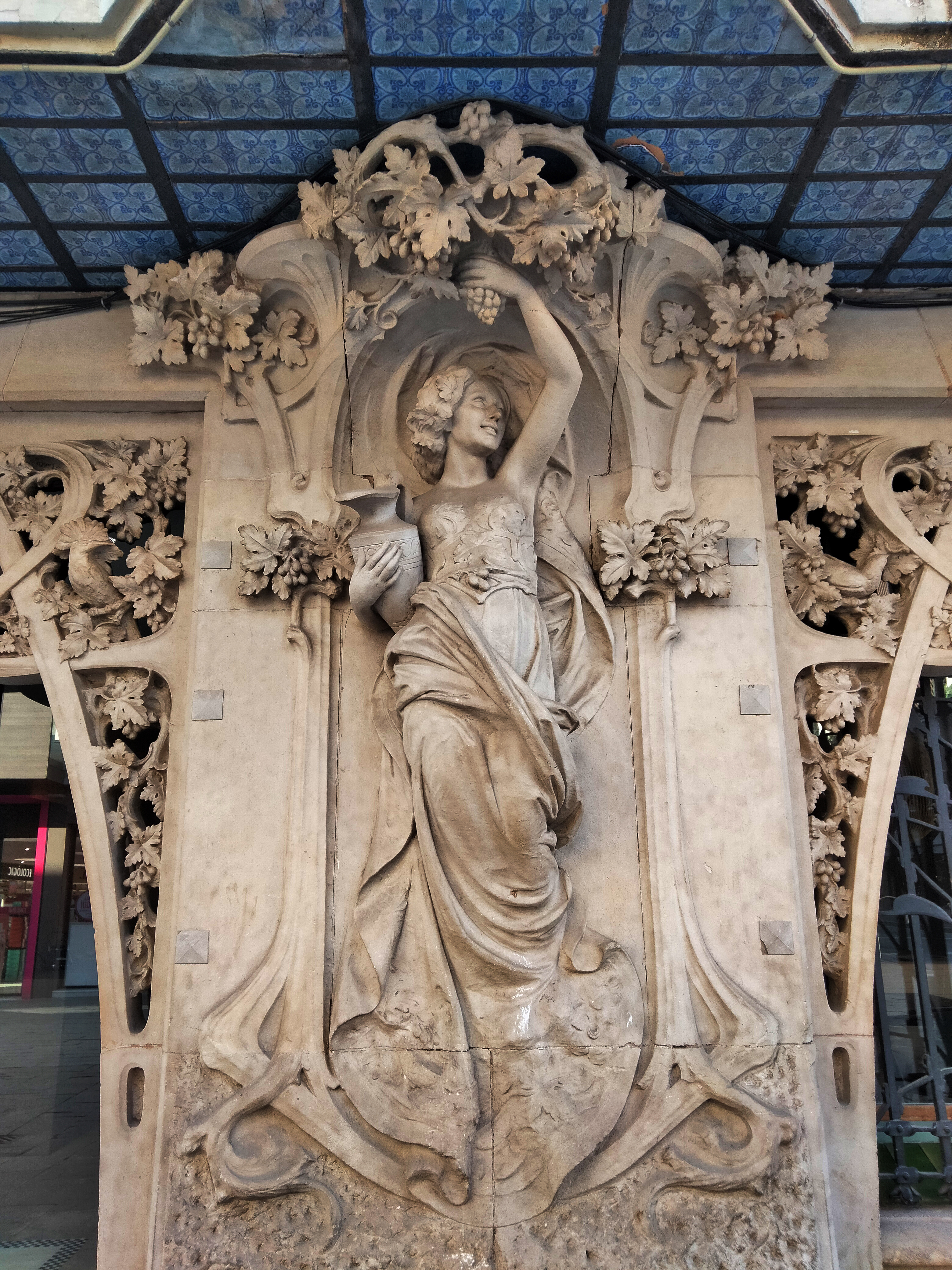
Escultura de Josep Maria Barnadas, a la façana del carrer de Joan Prim

Jeroni Martorell i Terrats va ser l'encarregat de la reforma i Josep Maria Barnadas es va encarregar de la façana principal.
Forma part de la Ruta Modernista de Granollers.

## Història
L'edifici està situat al carrer-carretera que travessa la població: prové del primer eixample de finals del XIX, i és l'actual eix principal del nucli urbà on trobem representats els moviments arquitectònics dels darrers cent anys (Casa Margarit, Casa Torrebadella, Museu..).
El promotor de la casa va ser Miquel Blanxart i Estapé, un important fabricant d'aiguardents que va ser alcalde de Granollers entre 1903 i 1905 per la Lliga Regionalista.